# Уэбстер-Рой, Айанна
Айанна Уэбстер-Рой (англ. Ayanna Webster-Roy) — политический и государственный деятель Тринидада и Тобаго. Член партии «Народное национальное движение» (PNM). Министр канцелярии премьер-министра (по гендерным вопросам и положению детей) с 2015 года. Депутат Палаты представителей с 2015 года.

## Биография
Родилась и выросла в деревне Роксборо на острове Тобаго.
Окончила англиканскую школу в Роксборо и епископальную среднюю школу (Bishop's High School) в Скарборо. В 2002 году окончила кампус Сент-Огастин Университета Вест-Индии (по другим данным — кампус Кейв-Хилл в Сент-Мишеле на острове Барбадос), получила степень бакалавра социологии с дополнительными специальностями в области человеческих ресурсов и психологии. Получила степень магистра институциональных инноваций и эффективности в школе Артура Лок Джека в Сан-Хуане.
Начала работать в качестве полевого специалиста по трудоустройству в регионе Тобаго в Национальной программе обучения без отрыва от работы (OJT), где она помогала молодым людям с новыми навыками найти возможности для трудоустройства.
После замужества с уроженцем Тобаго она эмигрировала в Англию со своим мужем, который решил получить степень в области архитектуры в Великобритании. Работала в 2004—2008 годах руководителем проекта в Haringey Primary Care Trust (Haringey PCT) в Больнице Святой Анны в Лондоне. Через несколько лет они вернулись на Тобаго.
С апреля 2010 года работала координатором отдела общественного развития и культуры в Палате собрания Тобаго.
По результатам выборов 7 сентября 2015 года избрана депутатом Палаты представителей парламента Тринидада и Тобаго 11-го созыва в округе Восточный Тобаго. 11 сентября назначена государственным министром канцелярии премьер-министра (по гендерным вопросам и положению детей) Тринидада и Тобаго в правительстве под руководством премьер-министра Кита Роули. Занималась также церковными вопросами и центральными административными службами Тобаго. По результатам выборов 10 августа 2020 года переизбрана депутатом Палаты представителей парламента Тринидада и Тобаго 12-го созыва и повторно назначена на должность министра канцелярии премьер-министра (по гендерным вопросам и положению детей) Тринидада и Тобаго. Отвечает также за Национальный координационный комитет по СПИДу (The National AIDS Co-ordinating Committee, NACC) и Центральную административную службу Тобаго (CAST).

## Личная жизнь
Замужем. У неё трое детей: две дочери и сын.